# (942) Romilda
(942) Romilda és un asteroide del cinturó principal descobert per l'astrònom Karl Wilhelm Reinmuth en 1921 des de l'observatori d'Heidelberg-Königstuhl, Königstuhl, Heidelberg (Alemanya).
Porta el seu nom en honor d'una noia de l'almanac Lahrer Hinkender Bote.
La seva distància mínima d'intersecció de l'òrbita terrestre és d'1,63096 ua. El seu TJ és de 3,157.
Les observacions fotomètriques recollides d'aquest asteroide mostren un període de rotació de 6,965 hores, amb una variació de lluentor de 11,0 de magnitud absoluta.